# Station Bokselaar
Station Bokselaar, werd ook station Bokslaar-Spoele of station Lokeren-Zuid genoemd, is een voormalig spoorweghalte in Lokeren, België, die werd gesloten voor reizigers in 1977. In 1981 werd het station heropend tegelijkertijd met de elektrificatie van spoorlijn 57 Dendermonde-Lokeren. In 1984 met de invoering van IC/IR werd het station weer gesloten.

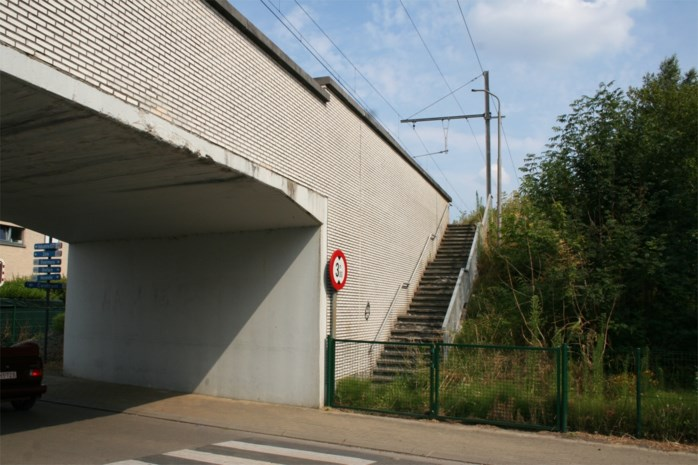
Trappen naar het voormalige Station Bokslaar.

In 2019 is door een actiegroep een voorstel gedaan de halte weer te reactiveren. De lokale politiek reageerde positief en de NMBS besloot het voorstel nader te onderzoeken.

## Aantal instappende reizigers
De grafiek en tabel geven het gemiddeld aantal instappende reizigers weer op een week-, zater- en zondag.
| Tabel: aantal instappende reizigers station Bokselaar | Tabel: aantal instappende reizigers station Bokselaar | Tabel: aantal instappende reizigers station Bokselaar | Tabel: aantal instappende reizigers station Bokselaar |
|                                                       | Weekdag                                               | Zaterdag                                              | Zondag                                                |
| ----------------------------------------------------- | ----------------------------------------------------- | ----------------------------------------------------- | ----------------------------------------------------- |
| 1979                                                  | 15                                                    | 13                                                    | 7                                                     |
| 1980                                                  | 16                                                    | 0                                                     | 0                                                     |
| 1981                                                  | 87                                                    | 6                                                     | 0                                                     |
| 1982                                                  | 80                                                    | 3                                                     | 0                                                     |
| 1983                                                  | 78                                                    | 2                                                     | 0                                                     |

Bokselaar · Daknam · Dender & Waas · Eksaarde · Lokeren · Lokeren-Oost · Staakte · Zeveneken
0,0: Aalst ·
2,5: Hofstade ·
5,5: Gijzegem ·
9,7: Oudegem ·
12,3: Dendermonde ·
15,0: Grembergen ·
18,4: Huivelde ·
20,7: Zele ·
24,0: Bokselaar ·
26,9: Dender & Waas ·
27,0: Lokeren